# Barrancas de Burujón
Las barrancas de Burujón (también Barrancas de Castrejón y Calaña) son una formación sedimentaria del curso del río Tajo, sita entre los municipios españoles de Burujón, Albarreal de Tajo y La Puebla de Montalbán, en la comunidad autónoma de Castilla-La Mancha.

## Geología

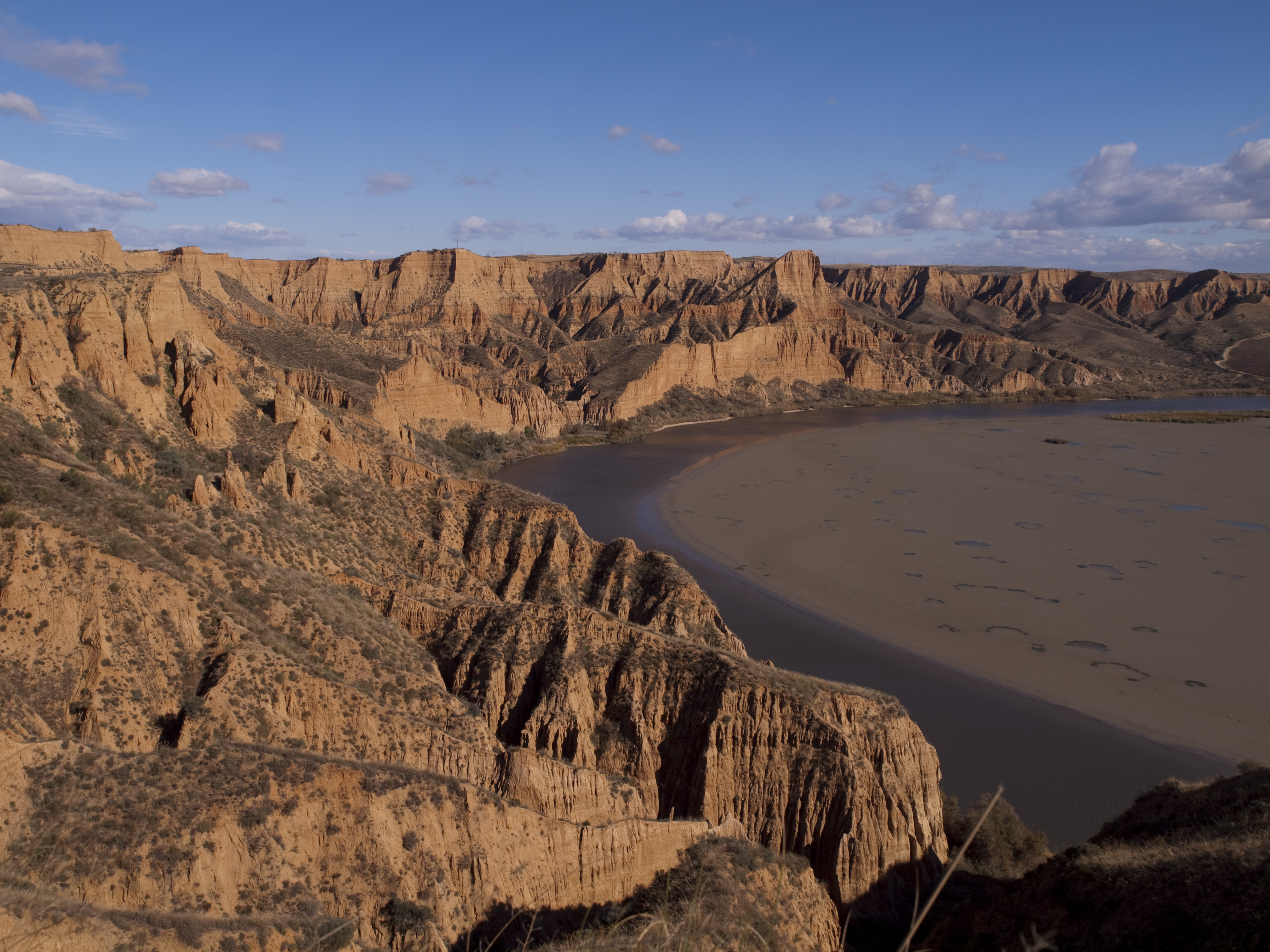
Vista de las barrancas y del río Tajo represado en el embalse de Castrejón

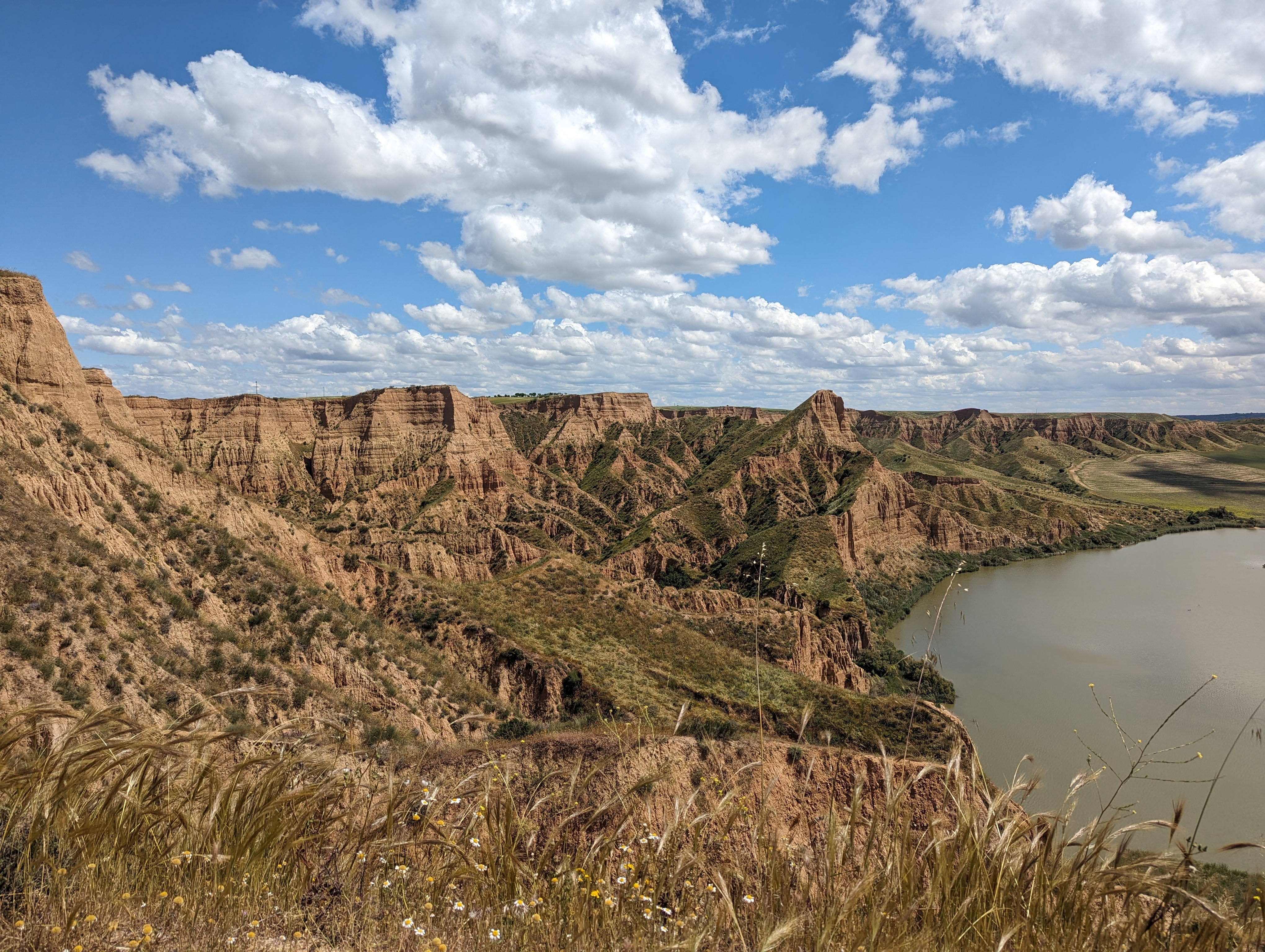
Vista en 2024

Las Barrancas de Burujón representan un singular ejemplo del paisaje de incisión del río Tajo, que discurre encajado a lo largo de la mayor parte de su trazado. Se trata de un conjunto de gargantas y cárcavas que se ha desarrollado al pie de un importante escarpe excavado por el río en los materiales detríticos de edad terciaria que rellenan su cuenca sedimentaria. Presentan un grado de evolución muy alto con gargantas estrechas y profundas e interfluvios muy apuntados.
Geológicamente, la zona se encuadra entre la Cuenca Sedimentaria Terciaria de Madrid y la Meseta Cristalina de Toledo. Los materiales que se pueden encontrar corresponden al relleno sedimentario continental de la cubeta central de la depresión del Tajo, que se compone de una única serie monótona de material de edad miocena, concretamente vindoboniense; su carácter es eminentemente detrítico, con niveles ocasionales de origen calizo o evaporítico. Las tonalidades rojizas del espectacular escarpe, que en algunas zonas salva desniveles de más de ciento veinte metros, contrastan con las aguas del Tajo y confieren al conjunto valor paisajístico.

## Flora
La flora es escasa ya que cuenta con plantas y árboles como sauce (Salix spp.), efedra (Ephedra spp.), taray (Tamarix spp.) y carrizo (Phragmites australis).

## Fauna
La importancia zoológica del área de las Barrancas de Burujón radica básicamente en la comunidad de aves rupícolas y en la comunidad de mamíferos carnívoros, representada por un alto número de especies.
Dentro del primer grupo destaca especialmente la presencia de dos especies de grandes rapaces, el águila-azor perdicera (Hieraaetus fasciatus) y el búho real (Bubo bubo). El halcón peregrino (Falco peregrinus), antiguo nidificante de las Barrancas, aparece en la actualidad de forma esporádica.
Además, hasta el momento se ha constatado la presencia de otras especies de interés como aguilucho lagunero (Circus aeruginosus), águila perdiguera (Aquila fasciata), cernícalo (Falco tinnunculus), martinete común (Nycticorax nycticorax), cormorán (Phalacrocorax), gavilán (Accipiter nisus), elanio azul (Elanus caeruleus), milano real (Milvus milvus), milano negro (Milvus migrans), busardo ratonero (Buteo buteo), sisón (Tetrax tetrax), alcaraván común (Burhinus oedicnemus), abejaruco común (Merops apiaster), búho chico (Asio otus), cárabo común (Strix aluco), mochuelo común (Athene noctua) o pito real (Picus viridis).
La comunidad de mamíferos cuenta con especies como el gato montés (Felis silvestris), jineta (Genetta genetta), turón (Mustela putorius) o garduña (Martes foina).
La herpetofauna está representada por especies como la culebra de escalera (Elaphe scalaris), culebra bastarda (Malpolon monspessulanus), lagarto ocelado (Lacerta lepida), lagartija colilarga (Psammodromus algirus) y la rana común (Rana perezi).

## Nivel de protección
Las barrancas fueron declaradas Monumento Natural el 26 de octubre de 2010 mediante decreto.
El paraje es Zona de Especial Protección para las Aves y Lugar de Interés Comunitario de la Red Natura 2000, aunque su aparición en los medios de comunicación nacionales en 2013 y 2014 ha provocado la masificación del entorno.